# Droga krajowa N01 (Ukraina)

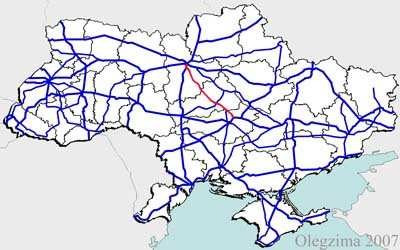

Droga krajowa N01 (ukr. Автошлях Н 01) – droga krajowa na Ukrainie. Rozpoczyna się w Kijowie, następnie biegnie na południowy wschód przez Obuchów, Kahorlik, Korsuń Szewczenkowski, Horodyszcze, Aleksandrówkę i kończy się w Znamiance. Droga ma 272,9km i przechodzi przez 3 obwody: kijowski, czerkaski oraz kirowohradzki.